# Экология растений
Экология растений — раздел экологии, изучающий взаимозависимости и взаимодействия между растительными организмами, а также между растениями и средой их обитания.

## Среда обитания
Учитывая специфику жизнедеятельности растительных организмов, в экологии растений основной упор делается на такие экологические факторы среды обитания, как
вода,
свет,
температура,
ветер,
химический состав почвы,
рельеф.

### Влажность
Высшие наземные растения, прикреплённые к неподвижному субстрату, в большей степени, чем животные зависят от уровня влажности окружающей среды. По отношению к влаге и способам адаптации к водному режиму выделяют следующие основные группы растений, существенно различающихся как по внешнему виду, так и по внутренней структуре:
- гидрофиты,
- гигрофиты,
- мезофиты,
- ксерофиты,
- криофиты,
- психрофиты.

### Освещённость
Для растений, основу жизнедеятельности которых составляет фотосинтез, уровень освещённости является существенным фактором развития. По отношению к количеству света, необходимого для полноценного развития выделяют следующие экологические группы растительных организмов:
- гелиофиты (светолюбивые),
- сциофиты (тенелюбивые),
- сциогелиофиты (теневыносливые).

### Фотопериодизм
Соотношение светлого и тёмного времени суток во многом влияет на рост, развитие, жизнедеятельность и размножение растений. По типу фотопериодической реакции выделяются следующие группы:
- растения короткого дня, для перехода к цветению требуется 12 ч светлого времени и менее в сутки (конопля, капуста, хризантемы, табак, рис);
- растения длинного дня; для цветения и дальнейшего развития им нужна продолжительность беспрерывного светового периода более 12 ч в сутки (пшеница, лен, лук, картофель, овес, морковь);
- фотопериодически нейтральные; длина фотопериода безразлична и цветение наступает при любой длине дня, кроме очень короткой (виноград, томаты, гречиха, одуванчики, флоксы и т. д.).